# Лозова Перша
Лозова́ Пе́рша — село в Україні, у Дворічанській селищній громаді Куп'янського району Харківської області. Населення становить 12 осіб. До 2020 орган місцевого самоврядування — Кутьківська сільська рада.

## Географія
Село Лозова Перша знаходиться за 2 км від річки Нижня Дворічна (правий берег), через село протікає Балка Гарашинкова, нижче за течією якої примикає до села Лозова Друга.

## Історія
1932 — дата заснування.
Під час організованого радянською владою Голодомору 1932—1933 років померло щонайменше 13 жителів села.
12 червня 2020 року, відповідно до Розпорядження Кабінету Міністрів України  № 725-р «Про визначення адміністративних центрів та затвердження територій територіальних громад Харківської області», увійшло до складу Дворічанської селищної громади.
19 липня 2020 року, в результаті адміністративно - територіальної реформи та ліквідації Дворічанського району, село увійшло до складу Куп'янського району Харківської області.
Село тимчасово окуповане російськими військами 24 лютого 2022 року.

## Економіка
- В селі є молочно-товарна ферма.